# Seifen-Ritterling

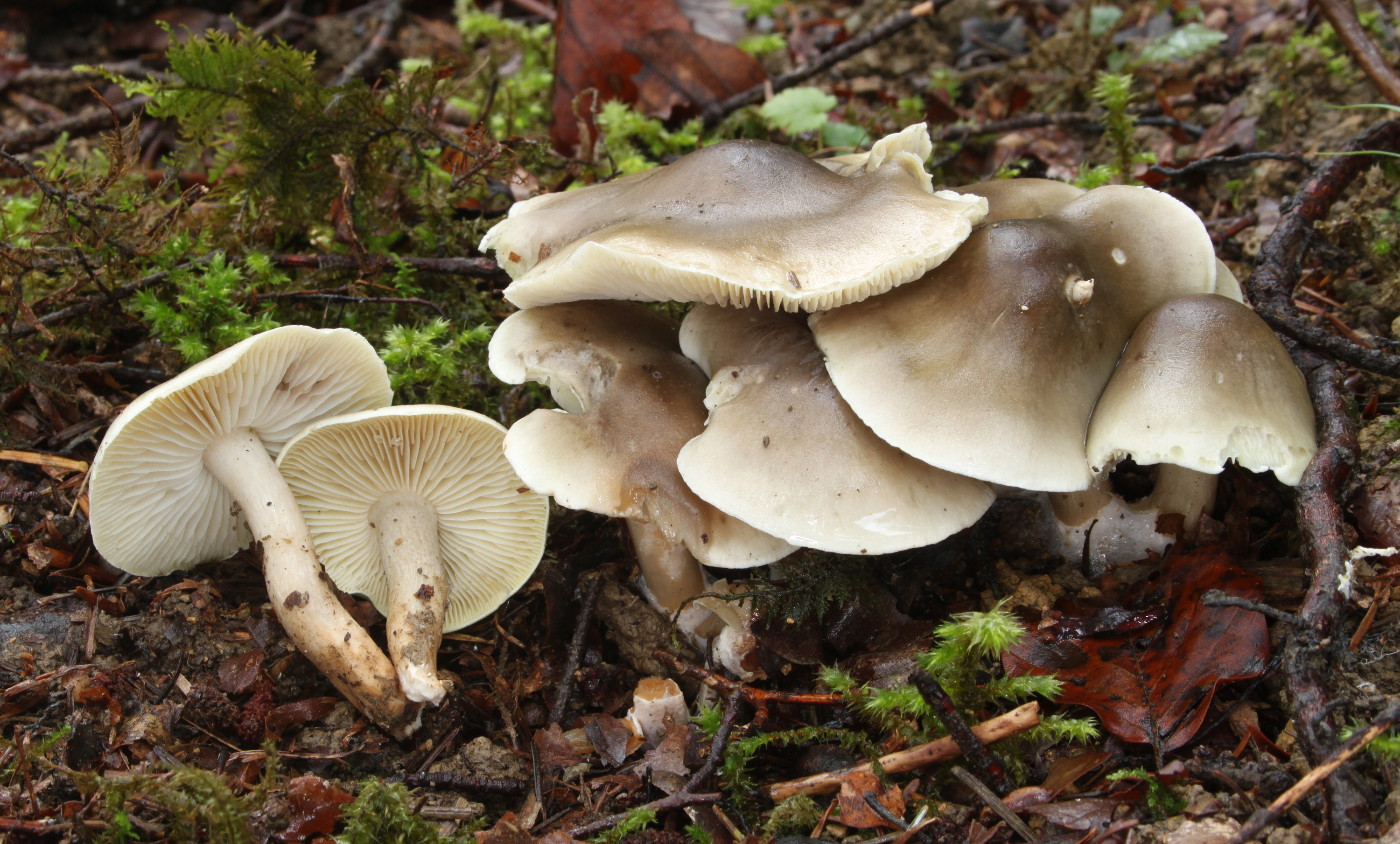
Die Art ist morphologisch sehr variabel. Das Bild zeigt heller gefärbte Exemplare.

Der Seifen-Ritterling (Tricholoma saponaceum) ist eine Pilzart aus der Familie der Ritterlingsverwandten (Tricholomataceae). Er gehört zu einem Artenaggregat, das durch seifenartigen Geruch und zumindest in der Stielbasis rötendes Fleisch gekennzeichnet ist. Die Fruchtkörper erscheinen zwischen August und November im Laub- und Nadelwald. Der Seifenritterling gilt als schwach giftig.

## Merkmale

### Makroskopische Merkmale
Der trockene, nicht schmierige Hut ist 3–11 cm breit, anfangs halbkugelig, später gewölbt bis abgeflacht. Oft ist er mehr oder weniger unregelmäßig verbogen oder gebuckelt. Die Huthaut ist kahl und mehr oder weniger matt und glatt. Sie kann aber auch schwach eingewachsen faserig und in der Hutmitte feinschuppig sein bzw. radial bis schuppig aufreißen. Bei Feuchtigkeit wird sie höchstens leicht schmierig. Die Hutfarbe ist sehr variabel. Der Hut ist graugrünlich, grauoliv, graugrün, dunkel olivgrau bis braunoliv gefärbt. Der Hutrand ist blasser als die Hutmitte und ist blass schwefelgelblich, blass graugrün bis blass olivgrau gefärbt. Der Hutrand ist nach unten gebogen und überragt die Lamellen etwas.
Die breiten, entfernt stehenden Lamellen sind ausgebuchtet am Stiel angewachsen. Sie sind cremeweiß, blass gelblich bis olivgräulich gefärbt, die Schneiden verfärben sich bisweilen oliv bis zimtfarben. Das Sporenpulver ist weiß.
Der zylindrische, gern verbogene, 5–10 cm lange und 0,7–2,5 cm breite Stiel ist oft spindelförmig, an der Stielbasis sich verjüngend. Er ist weiß, cremeweißlich, blass gelb bis lederfalb gefärbt und häufig blass oliv bis graubraun schuppig oder genattert.
Das ziemlich feste Fleisch ist weiß bis blass lederfalb und verfärbt nach Verletzung bzw. nach dem Durchschneiden langsam rosalich. Besonders stark rötet die Stielbasis. Der Fruchtkörper riecht schwach, aber meist gut erkennbar nach unparfümierter Seife (Waschküche). Es schmeckt schwach mehlig und manchmal auch etwas bitter. Ganz junge, frische Exemplare riechen mehr oder weniger neutral. Häufig ist der Geruch erst nach einigen Stunden deutlich wahrnehmbar.

### Mikroskopische Merkmale
Die glatten, elliptischen Sporen sind inamyloid und 5–6 µm lang und 3–4 µm breit. Sie sind durchscheinend (hyalin) und enthalten teilweise Tropfen. Die Cheilozystiden sind irregulär zylindrisch, häufig verbogen und teils auch verzweigt. Sie messen 20–30 × 2,5–4 µm. Die Huthaut ist eine wenig differenzierte lockere Cutis aus 5–15 µm breiten Hyphen, deren Zellen 35–200 µm lang sind. Schnallen treten häufig auf.

## Artabgrenzung
Der Seifenritterling gehört zu Untergattung Contextocutis, deren Vertreter meist nach unparfümierter Seife riechen und zumindest in der Stielbasis röten. Die Arten dieser Sektion sind teils schwer abgrenzbar, und molekulargenetisch zeigt sich, dass hier möglicherweise noch weitere Arten zu definieren und beschreiben sind. Da der Seifenritterling im engen Sinn zudem farblich und hinsichtlich der Schuppigkeit von Hut und Stiel sehr variabel ist, ist eine exakte Bestimmung auch dadurch erschwert.
Ähnliche, europäische Arten in Tricholoma subg. Contextocutis:
Tricholoma sudum kann dem Seifenritterling im engen Sinn sehr ähnlich sehen, ist aber rein grau gefärbt, olivgrüne Töne fehlen. Der Hut ist zudem feucht etwas schmierig. Der Geruch ist eine Mischung aus schwachem Mehlgeruch und Waschküche. Auch die Bindung an Nadelbäumen hilft bei der Unterscheidung.
Tricholoma boudieri ist ebenfalls deutlich grau gefärbt und kommt wie der Seifenritterling im engen Sinn im Laubwald vor, kann aber in Südeuropa auch im Nadelwald fruktifizieren. Diese Art rötet aber viel stärker. Insbesondere röten hier auch die Lamellen und der Hutrand bzw. die Huthaut auf Druck, was beim Seifenritterling im engen Sinn nicht der Fall ist.
Tricholoma rapipes ist gut durch dessen meist dominanten Gelbtöne des Hutes, einen deutlich wurzelnden Stiel und das Vorkommen im Nadelwald abgrenzbar. Stärker grau gefärbte Kollektionen werden leicht als Seifenritterling im engen Sinn fehlbestimmt.
Verwechslungen sind auch mit Ritterlingen aus anderen Sektionen möglich, wenn man sich beim Erkennen primär auf den Seifengeruch verlässt, denn besonders junge, frische Exemplare bilden nicht immer den typischen Geruch im Gelände aus. Aber nach ein paar Stunden (mitunter auch erst am Tage nach dem Sammeln) sind die untrüglichen Merkmale wie der charakteristische Seifenlaugengeruch und das Röten des Pilzes an verletzten Stellen feststellbar. Bei Pilzen mit einem dunkel gefärbten Hut ist der hellere Hutrand ein gutes Erkennungszeichen für Vertreter der Untergattung Contextocutis.

## Ökologie
Der Seifen-Ritterling ist ein Ektomykorrhizapilz verschiedener Laubbäume wie z. B. Buche (Fagus), Eiche (Quercus), Hasel (Corylus) oder Linde (Tilia). Da bis vor Kurzem der Seifenritterling in einem weiten Sinn aufgefasst wurde, galt er als Art der Laub- und Nadelwälder. Vermutlich sind vermeintliche Nadelwaldkollektionen andere, nah verwandten Arten zuzuordnen. Die genaue Ökologie des Seifenritterlings im engen Sinn ist durch die meist für das gesamte Artenaggregat als Ganzes vorliegenden Angaben durch zukünftige Beobachtungen und genaue Bestimmungen zu erarbeiten.

## Verbreitung

Verbreitung des Seifen-Ritterlings in Europa. Grün eingefärbt sind Länder, in denen der Milchling nachgewiesen wurde. Weiß dargestellt sind Länder, in denen der Ritterling bisher noch nicht nachgewiesen wurde. Grau dargestellt sind Länder ohne Quellenangaben oder Länder die außerhalb von Europa liegen.

Der Seifen-Ritterling im engen Sinn wurde in Nordamerika, Japan und Europa nachgewiesen. In Europa ist die Art weit verbreitet, aber nur regional häufig. In Südeuropa ist er von Spanien bis in die Ukraine im Ostsüdosten verbreitet. In Westeuropa kommt er in Frankreich, den Beneluxstaaten und Großbritannien vor und ist dort nordwärts bis zu den Hebriden verbreitet. Man findet ihn in ganz Mitteleuropa und in Osteuropa kommt er in Belarus, Russland und der Ukraine vor. In Nordeuropa ist er in ganz Fennoskandinavien verbreitet. In Finnland reicht sein Verbreitungsgebiet nordwärts bis zum 70. Breitengrad, außerdem kommt er auch auf Island vor.
In Deutschland ist er von der dänischen Grenze bis in die Alpen hinein weit verbreitet; dabei wechseln sich Auflockerungs- und Verdichtungsgebiete ab. Auch in Österreich ist der Ritterling häufig. Diese Angaben beziehen sich aber auf das gesamte Artenaggregat und nicht auf den Seifenritterling im engen Sinn.

## Systematik

### Infragenerische Systematik
Der Seifen-Ritterling ist die Typusart der Untergattung Contextocutis Singer und die Typusart der Sektion Saponacea M. Bon. Die Vertreter der Untergattung haben eine wenig differenzierte Huthaut, die eine lockere Cutis ist. Schnallen kommen mehr oder weniger zahlreich vor und das Pigment befindet sich vorwiegend in Vakuolen. Die Vertreter der Sektion haben eine Stielbasis, die bei Verletzung rötet, und sie riechen charakteristisch nach Seife oder Waschküche.

### Unterarten und Varietäten
Folgende Varietäten gelten (Stand 2013) noch als zum Seifenritterling im engen Sinn zugehörig:
- Tricholoma saponaceum var. ardosiacum Bres. (1927): besonders dunkelschuppig.
- Tricholoma saponaceum var. atrovirens (Pers.) Sacc.(1887): Graubräunlich mit grünlichen Beitönen, Hut manchmal mit schwärzlichen Schüppchen.[5][9]
- Tricholoma saponaceum var. cnista (Krombholz) J. E. Lange 1933: Die Fruchtkörper sind durchweg weiß.
- Tricholoma saponaceum var. squamosum (Cooke) Rea 1922: dunkelhütig und mit dunklen, blaugrünen Schüppchen am Stiel.

## Speisewert
Der Seifenritterling ist ein Giftpilz. Seifenritterlinge enthalten Saponaceolide, stark zytotoxische Terpenoide. Zudem verursacht er Brechdurchfälle. Rohe Seifenritterlinge enthalten zudem Hämolysine (Blut zersetzende Stoffe). Gut abgekocht wurde er in historischen Quellen, beispielsweise während des Zweiten Weltkriegs, zur Verwendung im Mischgericht empfohlen, da kleinere Mengen keine erkennbaren Symptome verursachen. Teils wurde damals sogar die Verwendung größerer Mengen als "saure Pilze" – eingekocht und in heißem Essigwasser eingelegt – zum Verzehr empfohlen. Die zytotoxischen Eigenschaften waren damals allerdings noch nicht bekannt. Hinsichtlich der bekannten Magen-Darm-Gifitgkeit und der Zytotoxizität der Inhaltsstoffen sind solche Verzehrempfehlungen, die der Volksernährung im Zweiten Weltkrieg dienen sollten, heutzutage nicht auszuprobieren, sondern im historischen Kontext zu bewerten.